# Gadwal
Gadwal es una ciudad y municipio situada en el distrito de Jogulamba Gadvala en el estado de Telangana (India). Su población es de 63177 habitantes (2011). Se encuentra a 188 km de Hyderabad, la capital del estado.

## Demografía
Según el censo de 2011 la población de Gadwal era de 63177 habitantes, de los cuales 31935 eran hombres y 31242 eran mujeres. Gadwal tiene una tasa media de alfabetización del 71,57%, superior a la media estatal del 67,02%. 